# Glyphoglossus yunnanensis
Espèce
Synonymes
- Calluella yunnanensis Boulenger, 1919
- Calluella ocellata Liu, 1950

Statut de conservation UICN

 LC  : Préoccupation mineure
Glyphoglossus yunnanensis est une espèce d'amphibiens de la famille des Microhylidae.

## Répartition
Cette espèce se rencontre entre 700 et 2 400 m d'altitude, :
- en Chine dans les provinces du Guizhou, du Sichuan et du Yunnan ;
- dans le nord du Viêt Nam dans les provinces de Lào Cai et de Lai Châu.

Sa présence est incertaine en Birmanie et au Laos.

## Description
Glyphoglossus yunnanensis mesure environ 30 mm. Son dos est gris clair ou brun rosé. Son ventre est blanc tacheté de brun, surtout au niveau de la gorge.

## Étymologie
Son nom d'espèce, composé de yunnan et du suffixe latin -ensis, « qui vit dans, qui habite », lui a été donné en référence au lieu de sa découverte, la province du Yunnan.

## Publication originale
- Boulenger, 1919 : Description of a new Dyscophid Frog from Yunnan. Annals and magazine of natural history, sér. 9, vol. 3, p. 548 (texte intégral).